# Ópera Nacional Galesa
Ópera Nacional Galesa é uma companhia de ópera fundada em Cardiff, País de Gales, em 1946. Anualmente, ela executa cento e vinte performances. Inicialmente, as óperas eram cantadas em inglês, mas a partir da década de 1970 a companhia começou a apresentar óperas em seu idioma original, não apenas em italiano, alemão e francês, mas também em checo e russo. Em 2004 a orquestra adquiriu uma casa permanente, o Centro Milennium.
A companhia de ópera consiste em uma orquestra profissional (a Orquestra da Ópera Nacional Galesa) e um coral profissional (o Coral da Ópera Nacional Galesa).

## Diretores Musicais
- Warwick Braithwaite (1955–1960)
- Sir Charles Groves (1961–1963)
- Bryan Balkwill (1963–1967)
- Sir Richard Armstrong (1973–1986)
- Sir Charles Mackerras (1987–1992)
- Carlo Rizzi (1992–2001)
- Tugan Sokhiev (2003–2004)
- Carlo Rizzi (2004–2007)